# Avgurrivier
De Avgurrivier (Avgurjåkka / Avgurjohka) is een beek die stroomt in de Zweedse gemeente Kiruna. De beek ontvangt haar water in een vallei tussen bergen van ongeveer 600 meter hoogte waaronder de Avgurčearru van 642 meter. De Avgurrivier stroomt naar het zuiden weg en levert haar water in bij de Lainiorivier. Ze is nog geen 5 kilometer lang.
Afwatering: Avgurrivier → Lainiorivier → Torne → Botnische Golf